# Love Radio
Love Radio (произносится [лав ра́дио]) — российская музыкальная и развлекательная радиостанция, основанная Игорем Крутым. Начала вещание 28 июля 2000 года.
Эфирное вещание ведётся в России, Казахстане,Таджикистане, Молдове и Кыргызстане, также осуществляется интернет-вещание.
Love Radio входит в состав медиахолдинга Krutoy Media, основным владельцем которого является Михаил Гуцериев.
Ежедневная аудитория, по данным на 2024 год, составляет 2,6 млн человек.

## История
28 июля 2000 года радиостанция начала своё вещание в Москве на частоте 106,6 FM. Первой песней, прозвучавшей в эфире, была «Слова, что ты не скажешь» исполнителей Натальи Ветлицкой и Сергея Мазаева.
18 августа 2001 года на частоте 105,3 FM началось вещание Love Radio в Санкт-Петербурге.
Помимо эфирного вещания Love Radio начинает заниматься организацией концертов. Так, в 2002 году в Государственном Кремлевском дворце под эгидой Love Radio состоялся концерт Love Story, приуроченный ко Дню всех влюбленных.
С 2003 года начинает развиваться региональная сеть Love Radio. В 2003 году к сети городов вещания радиостанции присоединяется Красноярск, а в 2004 году Нижний Новгород. Сеть быстро растёт вещание ведётся всё в большем числе городов.
В 2009 году Love Radio учреждает премию «Love Radio Awards», где победителей выбирают слушатели радиостанции; премия становится ежегодной и проводится до настоящего времени.
В феврале 2009 года в Москве в спортивном комплексе «Олимпийский» и в Санкт-Петербурге в «Ледовом дворце» впервые проходит неэфирное концертное мероприятие радиостанции — «Big Love Show». Событие становится ежегодным и значимым событием в области российского шоу-бизнеса.
В 2011 году выходит мобильное приложение Love Radio для iPhone, а в 2012 году для Android. Вскоре после выхода приложение для iPhone попало в топ российского App Store, обогнав приложения Twitter и Facebook, его опережала только игра Angry Birds.
В 2013 году холдинг Krutoy Media, в который входит Love Radio, приобрёл российский бизнесмен Михаил Гуцериев.
В 2016 году Love Radio стала первой российской радиостанцией, ставшей куратором музыкального сервиса Apple Music.
На 2025 год эфирное вещание ведётся в 200 городах России, 10 городах Казахстана, а также в столицах Кыргызстана, Молдовы и Таджикистана. Кроме того, осуществляется интернет-вещание 10 онлайн-станциями различных музыкальных стилей и направлений.

## Награды и премии
- 2018 — Национальная премии «Радиомания». Проекты Love Radio одержали победу в сразу в двух номинациях: утреннее шоу «Красавцы» в номинации «Радиошоу», а «Big Love Show» в номинации «Неэфирный проект»[20].
- 2020 — Национальная премии «Радиомания». В номинации «Сетевые радиостанции» победил цикл авторских программ Love Radio — «Атлас дорог: Россия со вкусом»[21].
- 2024 — Национальная премии «Радиомания». Love Radio победило в номинации «Продвижение, внеэфирный проект» с проектом «Скажи ДА!»[22].

## Программы
По данным на 2025 год, на Love Radio выходят следующие развлекательные и информационные программы:
- Утреннее шоу «Красавцы Love Radio». Ведущие Ярослав Парамонов и Никита Мартов.
- Вечернее шоу «Жизнь прекрасна». Ведущие Саша Ушаков и стендап-комик Женя Искандарова.
- Новости. События мира шоу-бизнеса, спорта, музыки и киноиндустрии.
- Star DJ. Приглашенные звезды выступают в качестве диджеев и ставят в эфире свои любимыми треки.
- Love Replay. Повтор лучших музыкальных треков, оставивших след в истории музыки.
- Big Love 20. Еженедельный чарт-лист радиостанции.
- Fresh Time. Передача о современных музыкальных веяниях.
- Инсайды 360. Передача о событиях в жизни знаменитостей.
- Сериальность. Обзор телевизионных и стриминговых сериалов.
- Big Love Dance. Вечерняя передача с танцевальными треками.
- Auto News. Рубрика про автомобили.
- Love Power. Утренняя передача с танцевальными треками.
- Гороскоп. Астрологический прогноз.
- Свидание на вылет. Передача с советами о местах свиданий